# Przestrzeń liminalna

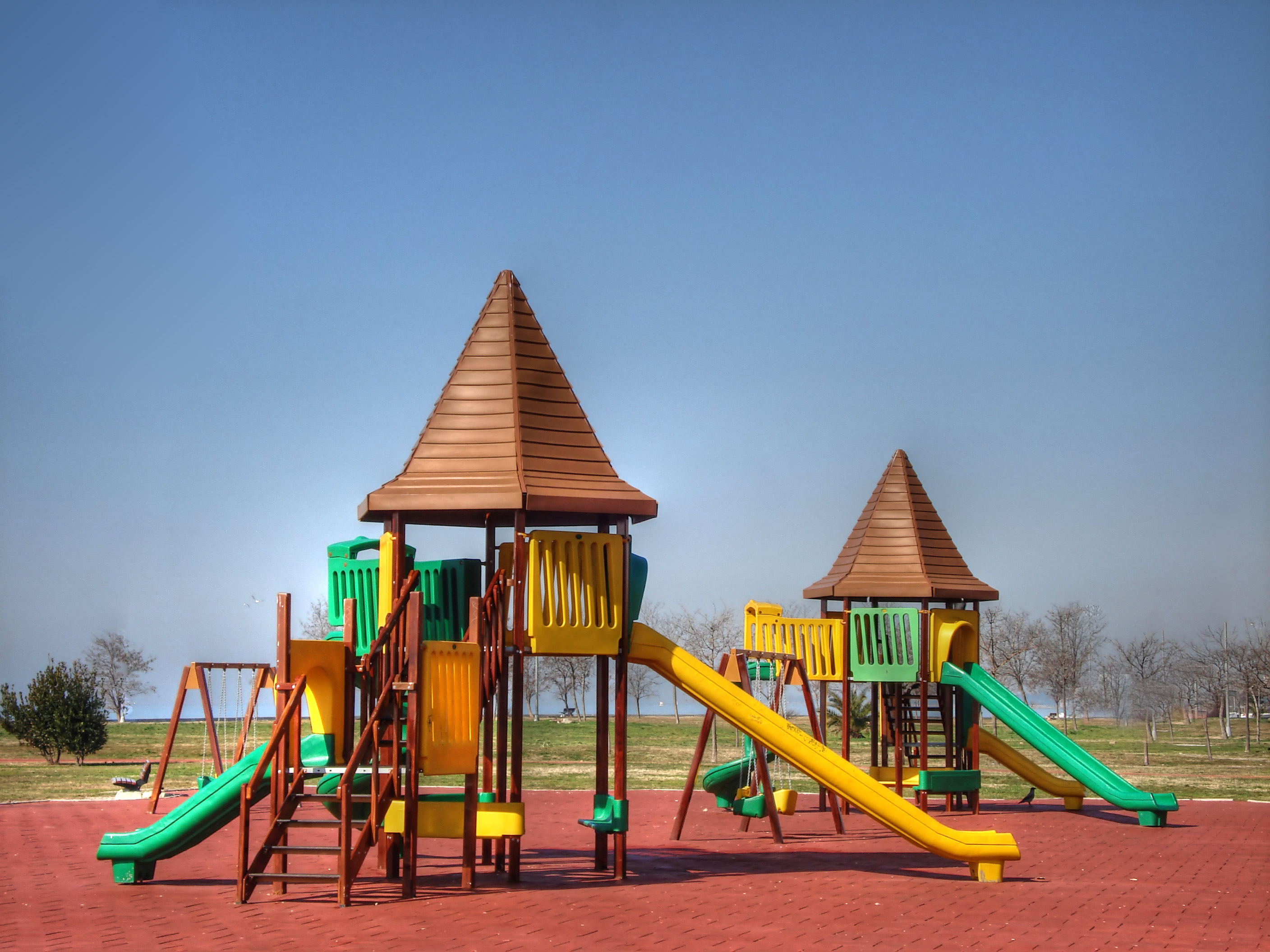
Obraz przedstawiający pusty plac zabaw. Może budzić niepokój poprzez pozbawienie go oczekiwanych użytkowników, czyli dzieci.

Przestrzeń liminalna – w internetowej estetyce są to puste lub opuszczone miejsca, które wydają się dziwne, często surrealistyczne. Przestrzeń liminalna najczęściej definiowana jest jako miejsce przejścia lub jako miejsce wywołujące uczucie nostalgii. 

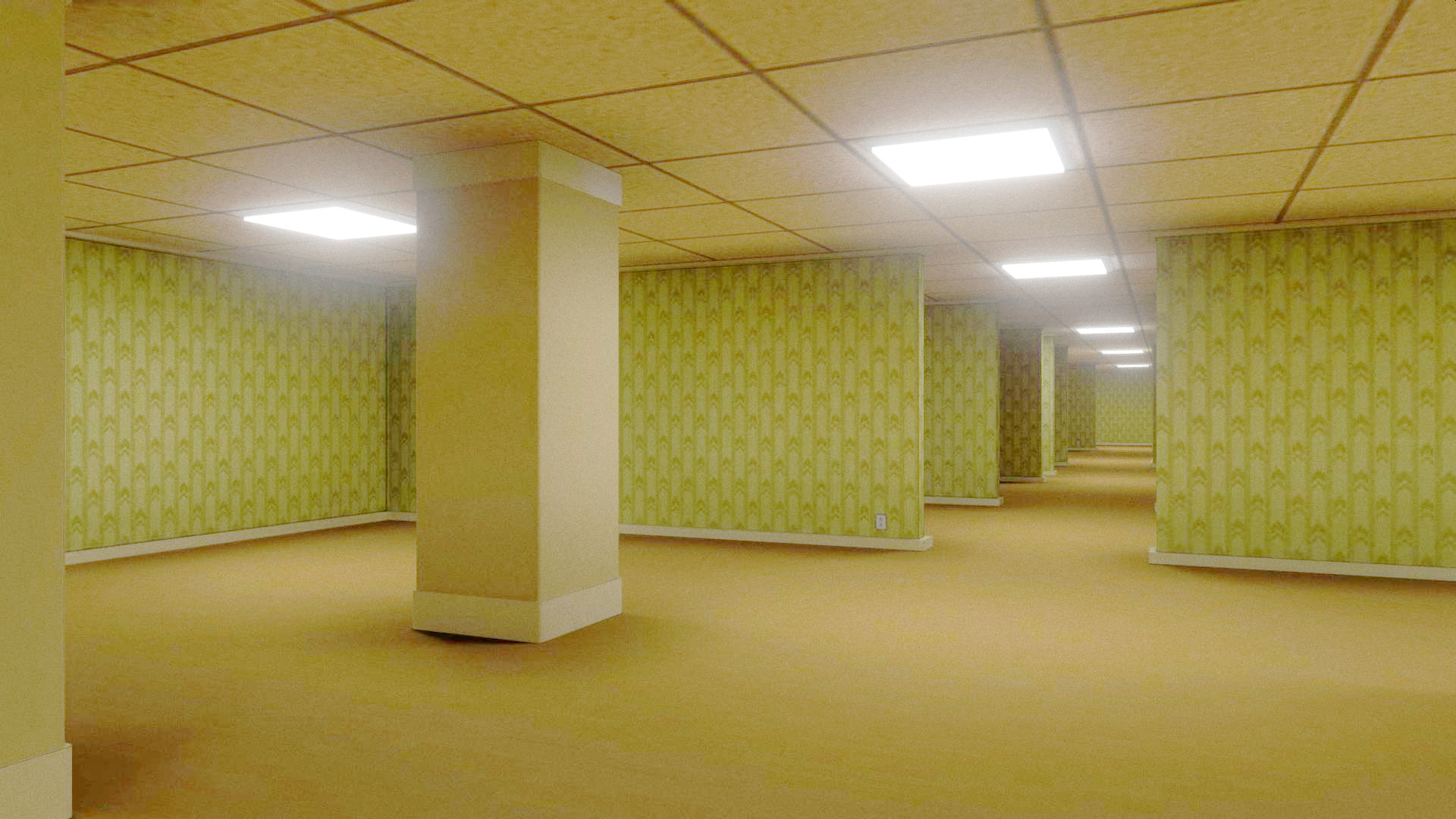
Typowe przedstawienie Backrooms, wygenerowane cyfrowo

Estetyka ta zyskała popularność w 2019 roku po tym, jak na 4chanie opublikowano post przedstawiający liminalną przestrzeń zwaną Backrooms, który stał się viralem. Od tego czasu zdjęcia liminalnych przestrzeni były publikowane w internecie, w tym na Reddit, Twitterze i TikToku.

## Charakterystyka
Najczęściej termin przestrzeń liminalna jest używany do opisania miejsc przejścia w życiu codziennym jak i również w psychologicznym (np. okres dojrzewania – przejście między dzieciństwem a dorosłością). Zdjęcia przestrzeni liminalnych często przedstawiają to uczucie „pomiędzy” i uchwycić przejściowe miejsca (schody, korytarze czy hotele) niepokojąco pozbawione ludzi. Estetyka może wywołać nastroje grozy, surrealizmu, nostalgii lub smutku oraz wywołać reakcje zarówno komfortu, jak i niepokoju.

## Historia
Obrazy przedstawiające przestrzenie liminalne zyskały popularność w 2019 roku, gdy na 4chanie opublikowano krótką creepypastę nieznanego pochodzenia, która szybko stała się viralem. Creepypasta pokazała obrazek ilustrujący przestrzeń liminalną – korytarz z żółtymi dywanami i tapetami – z podpisem sugerującym, że przez "uciekanie poza granice rzeczywistości", można wejść do Backrooms, pustej przestrzeni korytarzy z niczym innym jak tylko "smrodem starego wilgotnego dywanu, szaleństwem, niekończącym się tłem szumu świetlówek na maksymalnych obrotach, i około sześciuset milionami mil kwadratowych przypadkowo podzielonych pustych pokoi, w których można zostać uwięzionym". Backrooms zostały także przedstawione jako miejsce  zamieszkane przez nadprzyrodzone byty.
Obrazy przestrzeni liminalnych szybko zyskały popularność w internecie, a do listopada 2022 roku subreddit o nazwie /r/LiminalSpace miał ponad 500 000 członków, profil @SpaceLiminalBot na Twitterze, który publikował zdjęcia przestrzeni liminalnych, zgromadził ponad 1,2 miliona obserwujących, a hasztag #liminalspaces na TikToku miał ponad dwa miliardy wyświetleń.